# Татарська Свербейка
Татарська Свербе́йка (рос. Татарская Свербейка, ерз. Татарская Свербейка) — село у складі Лямбірського району Мордовії, Росія. Входить до складу Берсеневського сільського поселення.

## Населення
Населення — 363 особи (2010; 292 у 2002).
Національний склад (станом на 2002 рік):
- татари — 91 %